# Veszjoliji járás
A Veszjoliji járás (oroszul: Весёловский муниципальный район) Oroszország egyik járása a Rosztovi területen. Székhelye Veszjolij.

## Népesség
- 1989-ben 23 016 lakosa volt.
- 2002-ben 26 564 lakosa volt.
- 2010-ben 26 165 lakosa volt, melyből 20 837 orosz, 1 250 ukrán, 870 koreai, 803 török, 574 örmény, 237 fehérorosz, 235 cigány, 222 tatár, 202 tabaszaran, 136 moldáv, 105 azeri, 63 krími tatár, 47 avar, 47 grúz, 36 német, 35 mordvin, 33 görög, 22 lezg, 21 dargin stb.